# 17902 Britbaker
17902 Britbaker è un asteroide della fascia principale. Scoperto nel 1999, presenta un'orbita caratterizzata da un semiasse maggiore pari a 2,3206305 UA e da un'eccentricità di 0,1041967, inclinata di 7,64088° rispetto all'eclittica.